# 선각산
선각산(仙角山)은 전북특별자치도 진안군 백운면에 자리하고 있는 높이 1,141m의 산이다. 봄철에 진달래,철쭉,얼레지 꽃이 많이 피고 단풍취, 곰취, 고사리 등 나물이 많이 난다. 덕태산과 더불어 백운동계곡을 병풍처럼 둘러싸고 있으며 산 아래에 전라북도립 데미샘자연휴양림이 위치한다.

## 같이 보기
- 한국의 산